# Тимелія-криводзьоб індійська
Тиме́лія-криводзьо́б індійська (Pomatorhinus horsfieldii) — вид горобцеподібних птахів родини тимелієвих (Timaliidae). Ендемік Індії. Вид названий на честь американського натураліста Томаса Горсфілда. Індійська тимелія-темнодзьоб є спорідненою з сивоголовою тимелією-темнодзьобом.

## Опис

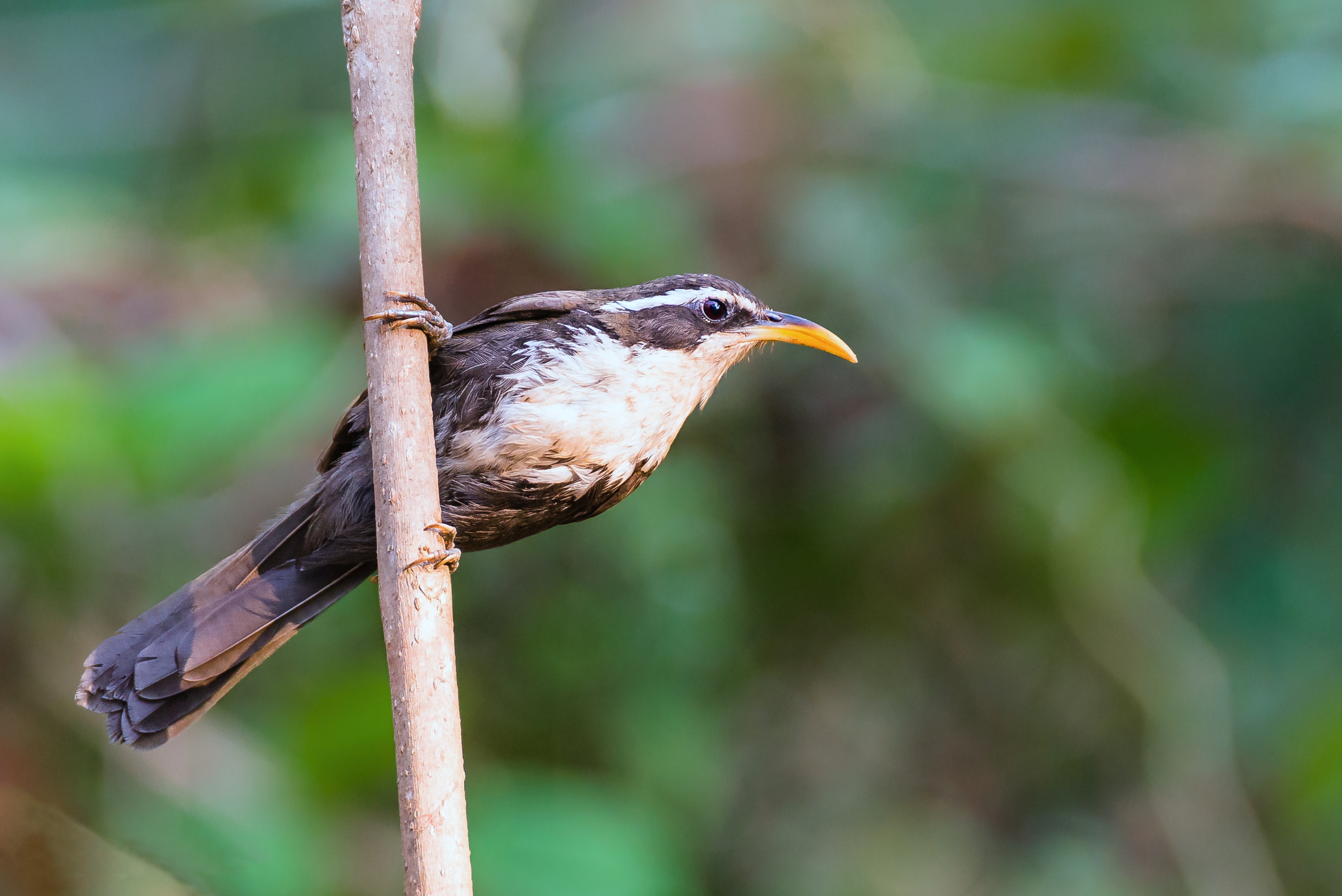
Індійська тимелія-криводзьоб

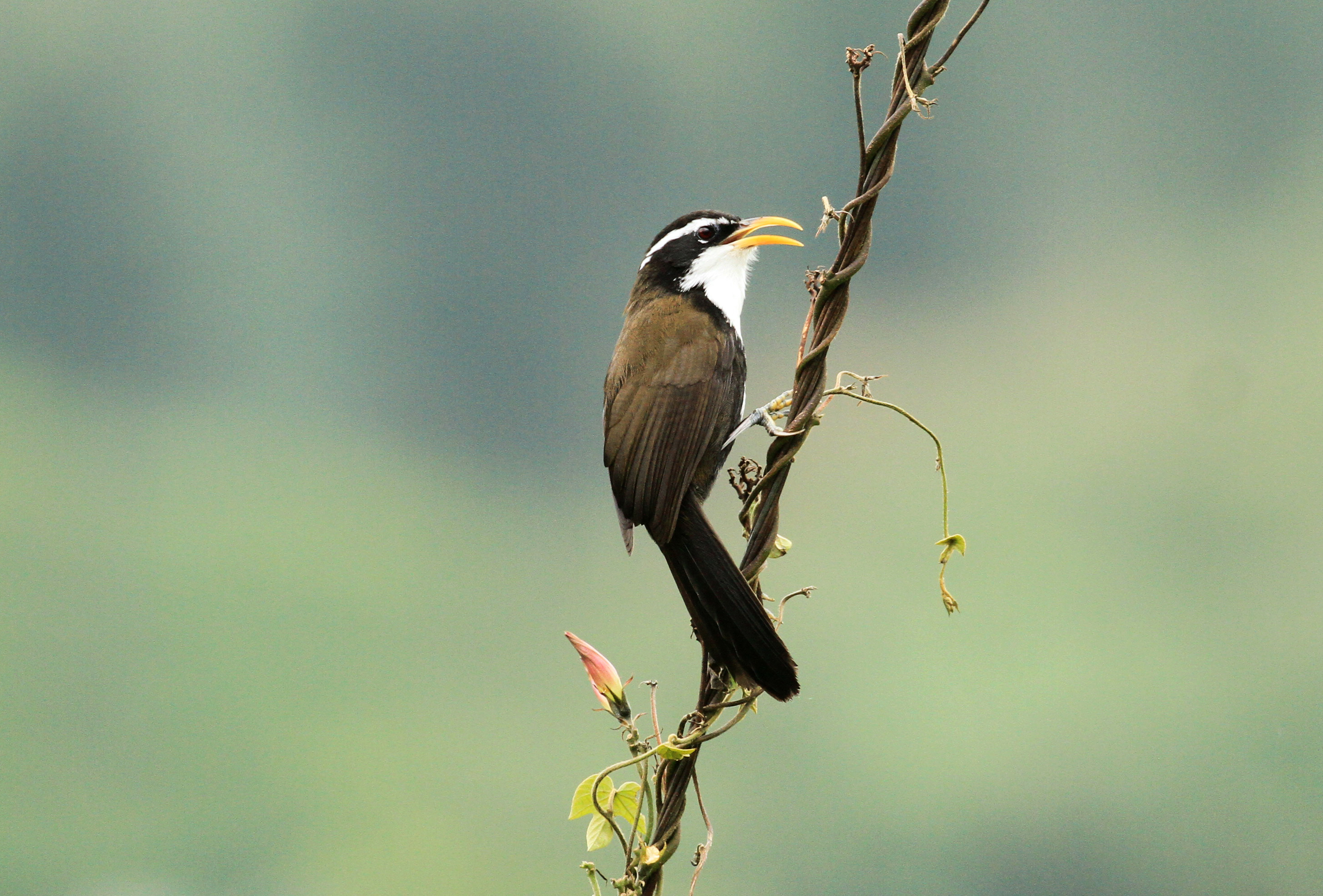
Індійська тимелія-криводзьоб

Довжина птаха становить 22 см. Верхня частина тіла темно-сірувато-коричнева, горло і груди білі, решта нижньої частини тіла темно-сіра або чорнувата. Хвіст довгий, широкий, східчастий, крила короткі, округлі. На обличчі чорна "маска". Дзьоб довгий і вигнутий, жовтий, зверху біля основи чорнуватий. Спостерігалися випадки лейкізму.
Представники підвиду P. h. travancoreensisмають тьмяніше забарвлення. Представники підвиду P. h. obscurus мають світліше і дещо сіріше забарвлення. Представники підвиду P. h. maderaspatensis мають коротший дзьоб, чорна пляма на його верхній частині відсутня.

## Підвиди
Виділяють чотири підвиди:
- P. h. obscurus Hume, 1872 — північно-західна Індія (Мадх'я-Прадеш, Раджастхан, Гуджарат, Орісса);
- P. h. horsfieldii Sykes, 1832 — західна Індія;
- P. h. travancoreensis Harington, 1914 — Західні Гати на південь від Гоа;
- P. h. maderaspatensis Whistler, 1936 — Східні Гати[9].

Цейлонська тимелія-криводзьоб раніше вважалася конспецифічною з індійською тимелією-криводзьобом.

## Поширення і екологія
Індійські тимелії-криводзьоби живуть у вологих рівнинних і гірських тропічних лісах і чагарникових заростях. Зустрічаються на висоті від 915 до 2135 м над рівнем моря. Індійські тимелії-криводзьоби зустрічаються зграйками, іноді приєднуються до змішаних зграй птахів. Живляться комахами і ягодами. Сезон розмноження триває з грудня по травень. Гніздо кулеподібне. В кладці 3 білих яйця.